# Список об'єктів, названих на честь Жозефа Ліувілля
Наступне було названо на честь Жозефа Ліувілля (фр. Joseph Liouville; 1809—1882) — французького математика:
теореми
- Теорема Ліувіля (комплексний аналіз)
- Теорема Ліувілля про збереження фазового об'єму
- Теорема Ліувілля про обмежені цілі аналітичні функції
- Теорема Ліувілля про конформні відображення
- Теорема Ліувілля про наближення алгебраїчних чисел
- Теорема Ліувілля про інтегрування в елементарних функціях

інше
- Задача Штурма — Ліувілля
- Метод Ліувілля-Стєклова для ортогональних многочленів
- Поверхня Ліувілля
- Формула Ліувілля-Остроградського

- Функція Ліувіля
- Число Ліувілля
- 26960 Ліувіль — астероїд головного поясу